# Emma Stöhr
Emma Stöhr (* 1871 in Graz; † 1958 ebenda) war eine österreichische Malerin.

## Leben
Stöhr erhielt ihre künstlerische Ausbildung ab 1889 an der Zeichenakademie in Graz als Schülerin von Hermann von Königsbrunn. Weitere Studien schlossen sich an: bei Ernestine von Kirchsberg (Graz), Peter Paul Müller (München) und Olga Wisinger-Florian (Etsdorf bei Wien).
Ab 1894 betätigte sich Emma Stöhr auch selbst als Privatlehrerin für Zeichnen und Malen. Eigene Ausstellungstätigkeit ist ab 1900 dokumentiert. Ihre bevorzugten Sujets waren Landschaften und Stillleben, insbesondere Blumenarrangements.
Bei den noch auf dem Kunstmarkt im Umlauf befindlichen Werken handelt es sich vorwiegend um Blumenstillleben in Stöhrs typischem Stil mit hohem Wiedererkennungswert.